# Nittel
Nittel település Németországban, Rajna-vidék-Pfalz tartományban. Lakosainak száma 2668 fő (2023. december 31.).

## Népesség
A település népességének változása:
| Lakosok száma | 1597 | 2466 | 2571 | 2591 | 2655 | 2668 |
|               | 1975 | 2017 | 2019 | 2021 | 2022 | 2023 |